# HMS Dainty (D108)
Pour les autres navires du même nom, voir HMS Dainty.
Le HMS Dainty est un destroyer de la classe Daring de la Royal Navy.

## Histoire
Le Dainty est intégré le 20 janvier 1959 dans la 2e escadre (en), au sein de la Mediterranean Fleet ou de la Home Fleet.
Le Dainty est présent à la Semaine de Kiel en 1968 avec le HMS Galatea.
Vendu à la ferraille en janvier 1971, il est démoli à Cairnryan.